# ديزج فتحي
ديزج فتحي هي قرية في مقاطعة أرومية، إيران. يقدر عدد سكانها بـ 100 نسمة بحسب إحصاء 2016.